# 阿夫沙爾語
阿夫沙爾語（Afshar），是現在生活在土耳其，伊朗、敘利亞和阿富汗部分地區的土庫曼人阿夫沙爾部落的語言，屬烏古斯語支阿塞拜疆語的南郭方言。
阿夫沙爾語有大量來自波斯的外來詞和受伊朗語音素影嚮。